# Elymus gmelinii
Elymus gmelinii là một loài thực vật có hoa trong họ Hòa thảo. Loài này được (Ledeb.) Tzvelev mô tả khoa học đầu tiên năm 1968.